# Xã Watauga, Quận Corson, Nam Dakota
Xã Watauga (tiếng Anh: Watauga Township) là một xã thuộc quận Corson, tiểu bang Nam Dakota, Hoa Kỳ. Năm 2010, dân số của xã này là 29 người.